# MiMa Mineralien- und Mathematikmuseum

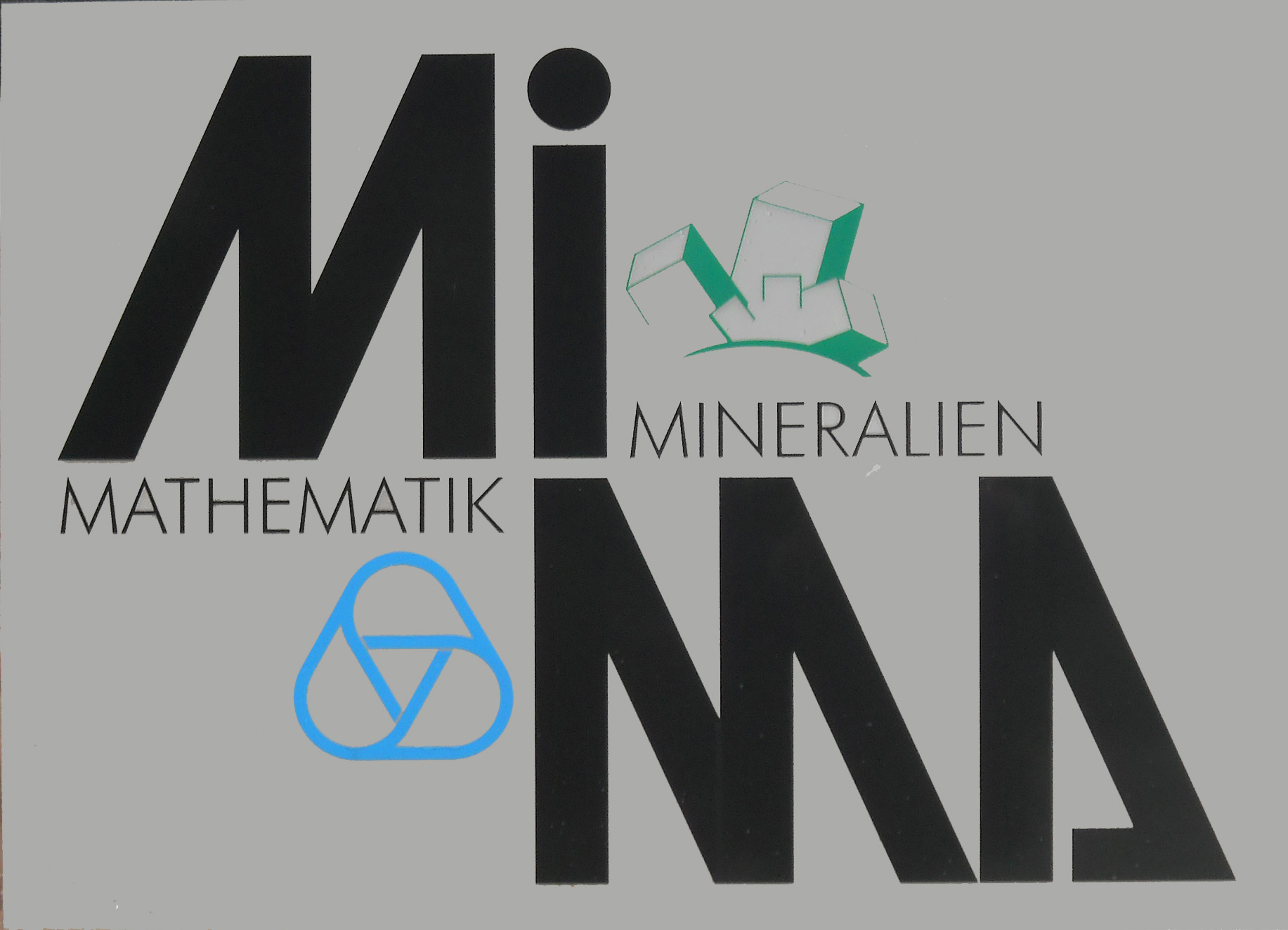

MiMa ist ein Museum für Minerale und Mathematik in Oberwolfach, im mittleren Schwarzwald. Das Museum wurde am 30. Januar 2010 am Standort des ehemaligen Mineralienmuseums nach zweijähriger Umbau- und Erweiterungsphase eröffnet. Es wird von der Gemeinde Oberwolfach, dem Verein der Freunde von Mineralien und Bergbau Oberwolfach e. V. und dem Mathematischen Forschungsinstitut Oberwolfach gemeinsam betrieben.

## Idee

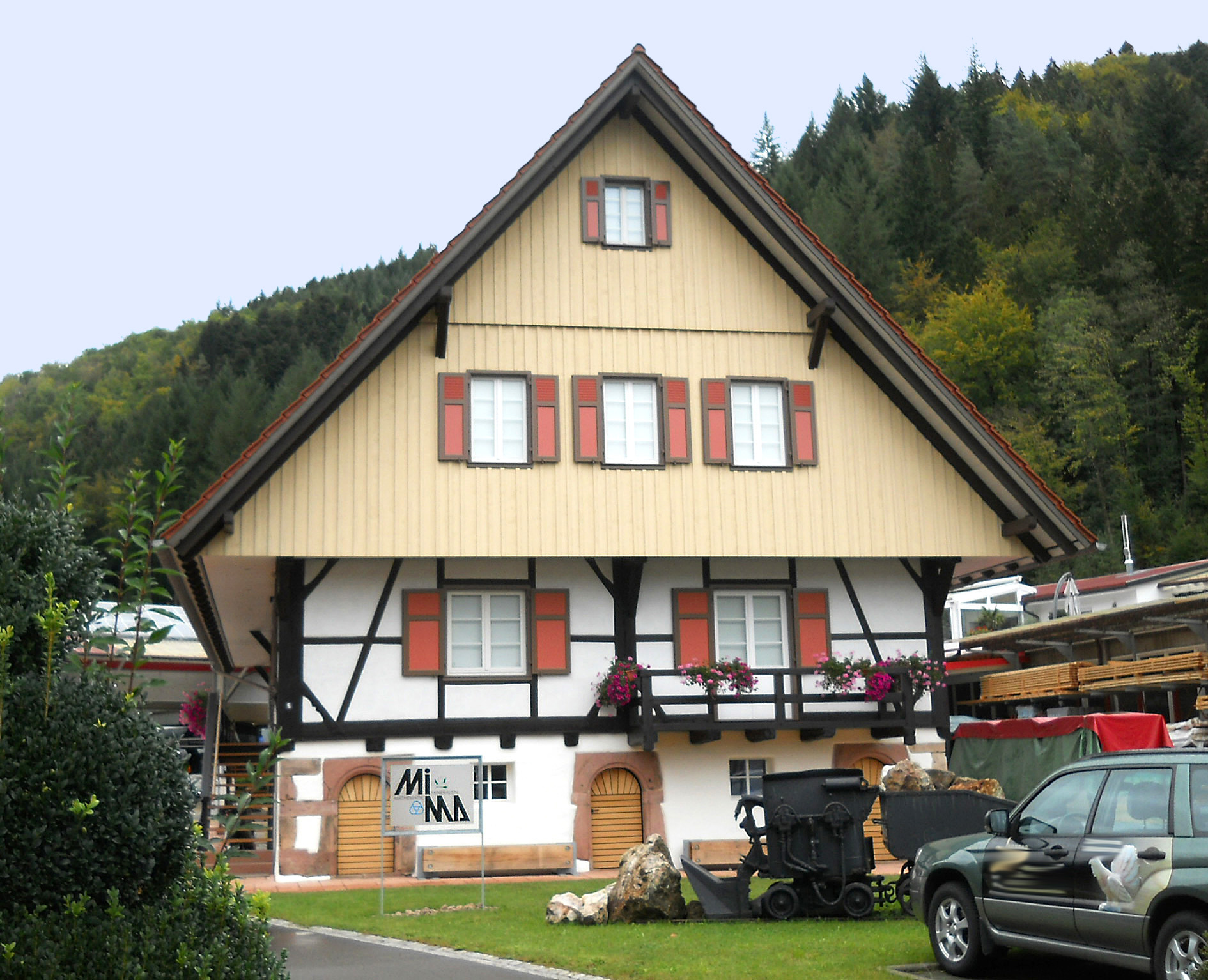
Frontansicht des MiMa

Die Idee ist es, die zwei Alleinstellungsmerkmale der Region in einem interaktiven Museum zu vereinen: die Schwarzwaldmineralien des Vereins der Freunde von Mineralien und Bergbau Oberwolfach und das Wissen des Mathematischen Forschungsinstituts Oberwolfach.
Das Museum zeigt Minerale aus dem Schwarzwald, Einblicke in die Mathematik sowie die Verbindung dieser beiden Gebiete. Interaktive Installationen sollen dabei helfen, die Themen Symmetrie und Kristallographie zu verstehen.

## Minerale

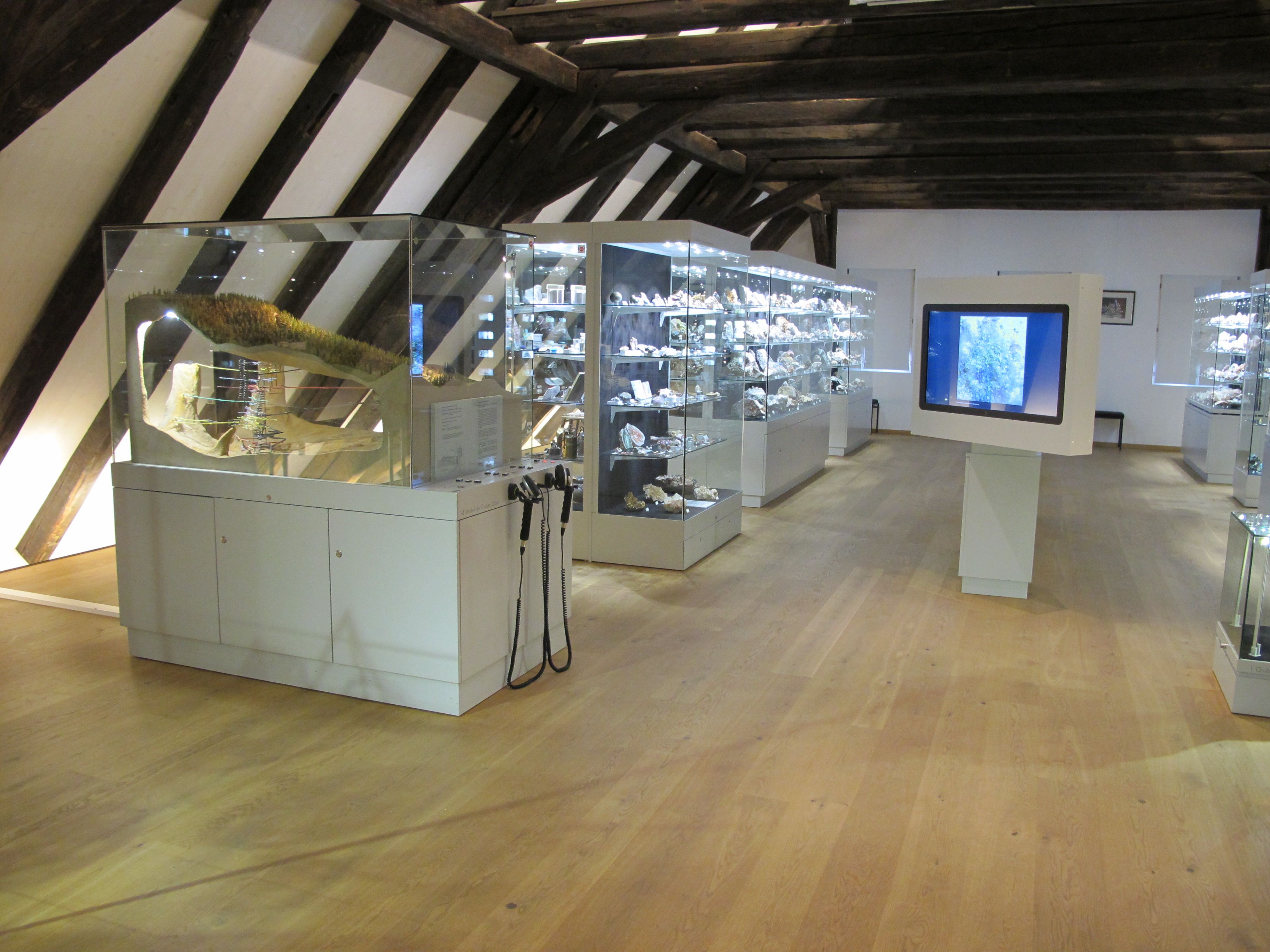
Einer der Ausstellungsräume des MiMa

Das MiMa beherbergt Minerale und Bergbauzeugnisse aus dem gesamten Schwarzwald mit Schwerpunkt auf Mineralen der in der Nähe befindlichen Grube Clara mit Filmen und Informationen. Ein maßstabsgetreues Modell der Grube zeigt das Innenleben des Bergwerks mit den Abbaustollen und Fahrstrecken bis auf das Niveau der Meereshöhe. Informiert wird auch über die geförderten Erze und deren technische Verwendung.
Weitere Exponate:
- Ausstellungsstücke aus der historischen Silbergrube „Wenzel“ in Oberwolfach, Ausbeutetaler und andere Bergbaugepräge, Bergbaulampen und Werkzeuge.
- Achatsammlung und Schaustufen vom Artenberg und dem Haslacher Revier und  Sammlungen des Witticher Reviers und von  Lagerstätten des Südschwarzwaldes, u. a. Grube Finstergrund, Grube Schauinsland und Grube Teufelsgrund im Münstertal.
- Computersystem mit Mineral- und Literatur-Datenbanken, Besucher-Binokulare. Verkaufsvitrine mit Mineralen aus dem Schwarzwald und weltweiten Fundstellen.

## Mathematik

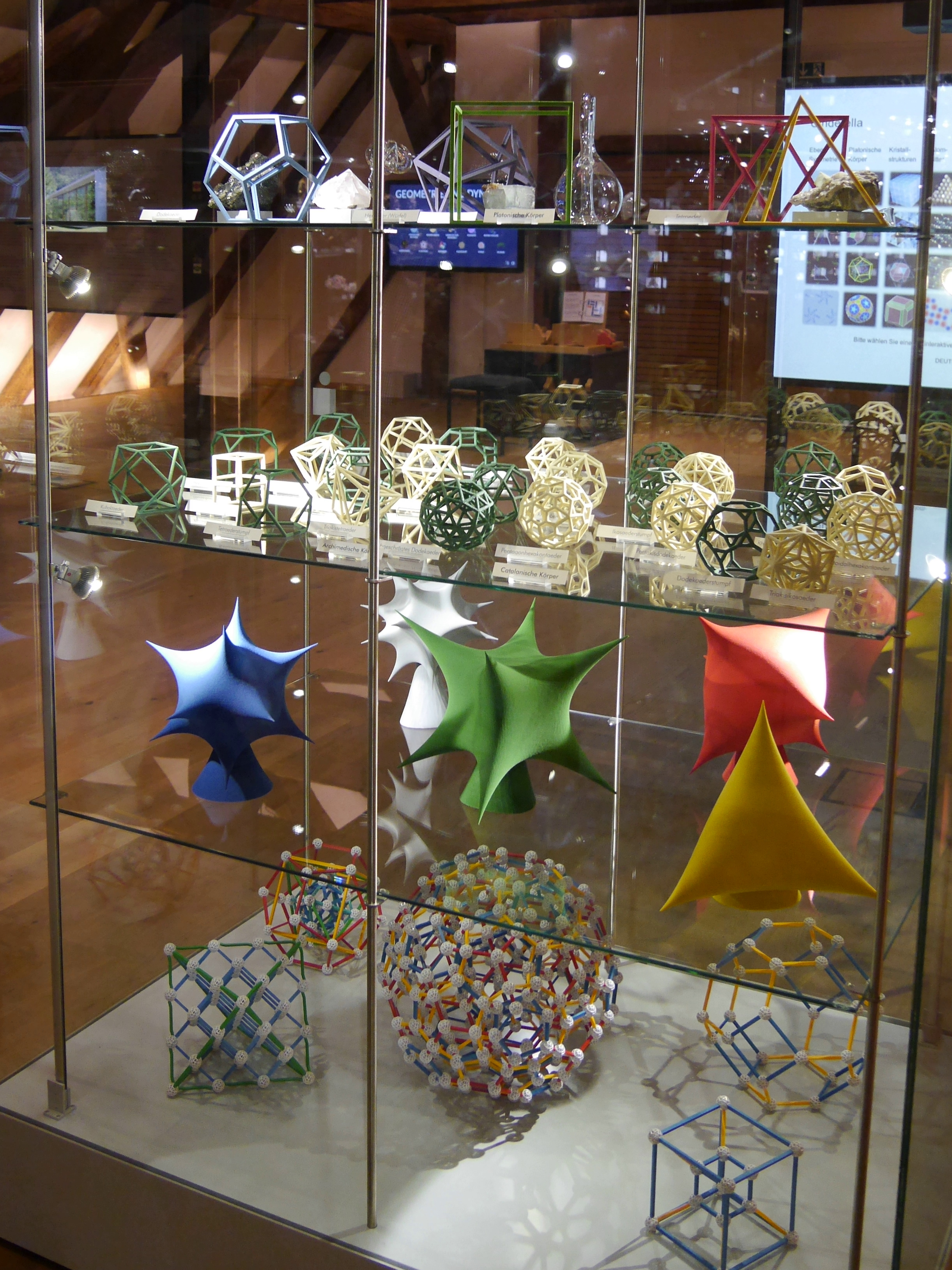
Exponate der mathematischen Abteilung des Museums

Im mathematischen Teil werden die Gebiete der Kristallographie und Symmetrien durch interaktive Programme erklärt. Zusätzlich ist eine Auswahl an Exponaten der im Jahr der Mathematik 2008 preisgekrönten Ausstellung „IMAGINARY“ (Preis Land der Ideen 2009) und eine Installation mit geschichtlichen Informationen zum Mathematischen Forschungsinstitut Oberwolfach zu sehen.
Weitere Exponate:
- Die Station „Mathematik und Mineralien“ mit Einblicken in die Mathematik der Kristalle und Festkörper. 3D-Flüge durch die Atomstruktur von Quarz, Fluorit und Diamant.
- Die IMAGINARY-Bildergalerie mit algebraischen Flächen und mathematischen Kunstwerken aus Deutschland, Österreich, den USA, Kanada, Belgien und Frankreich.
- Das Programm „iOrnaments“ zum interaktiven Malen von symmetrischen Mustern.
- Das Penrose-Puzzle-Spiel
- Ein Logik-Puzzle-Spiel,
- Eine Station mit Exponaten zur angewandten Mathematik aus dem internationalen Wettbewerb „Mathematics of Planet Earth“.
- Eine Station mit Programmen zu den Themen Geometrie und Dynamik.

## Shop und Sonderausstellungen
Der Museumsladen bietet Minerale und Bücher zum Verkauf an. Sonderausstellungen und kulturelle Veranstaltungen ergänzen das Programm.